# Center Parcs
Ne doit pas être confondu avec Central Park (homonymie).
Center Parcs est une marque néerlandaise de villages de vacances et résidences de tourisme née aux Pays-Bas en 1968. Elle est portée en 2020 par 32 domaines, dont 26 sont opérés dans plusieurs pays européens par Center Parcs Europe, filiale du Groupe Pierre & Vacances-Center Parcs depuis 2003 et cinq au Royaume-Uni et un en Irlande, propriété de la société américaine Brookfield Property Partners depuis 2015.

## Concept

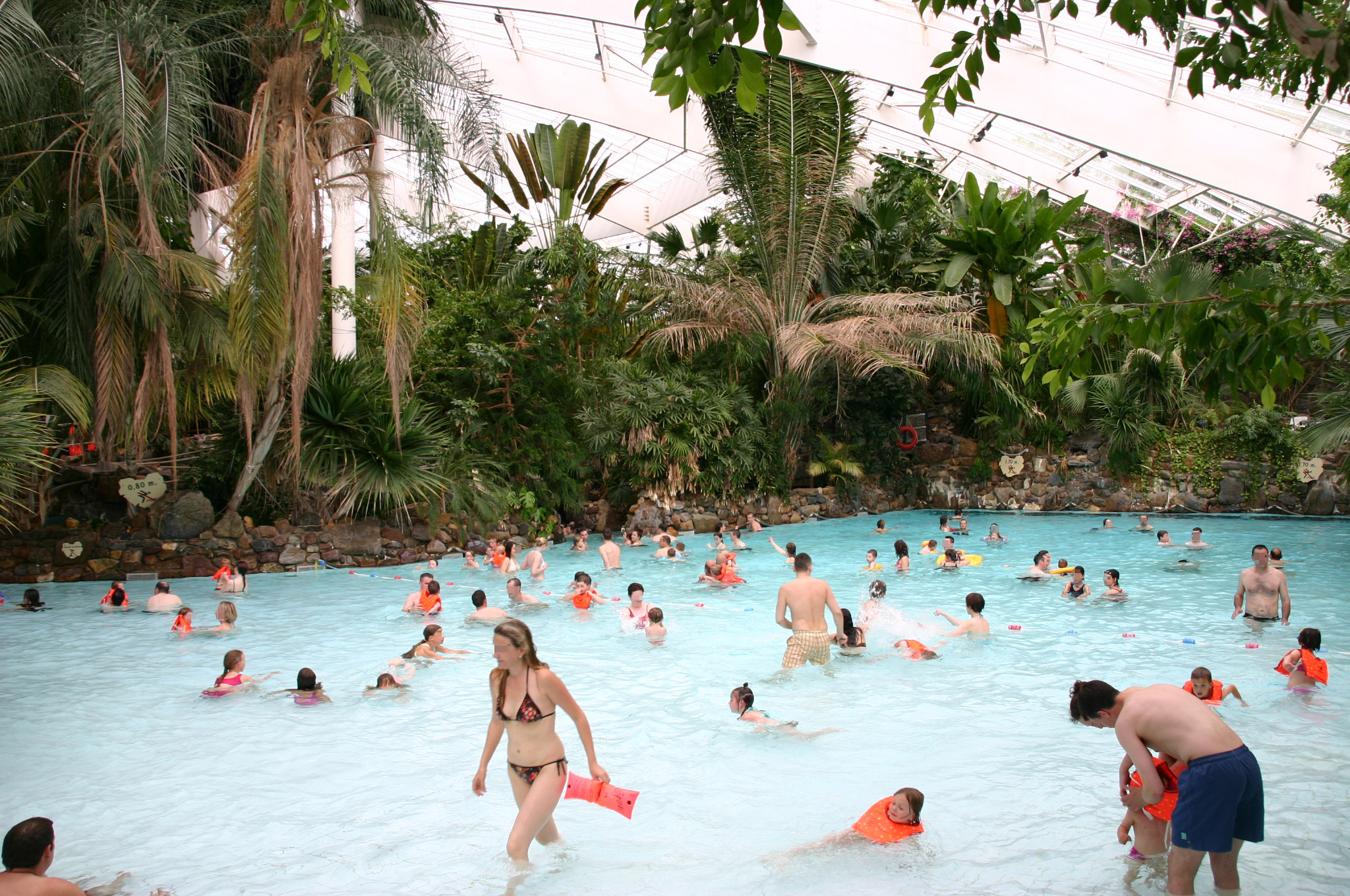
LAqua Mundo du domaine Les Hauts de Bruyères.

Les Center Parcs sont des villages de vacances de court séjour ouverts toute l’année, implantés au cœur de domaines forestiers. Les résidents sont hébergés dans des cottages construits autour d’équipements de services (restaurants, commerces, etc) et de loisirs, dont l’Aqua Mundo, un bâtiment maintenu à 29 °C abritant des activités aquatiques : piscine à vagues, toboggans, jeux d’eau, jacuzzi, rivière artificielle, etc., dans un décor tropical. Ces domaines sont sans voitures ; on s'y déplace à pied, à vélo, ou alors avec des voiturettes électriques louées.

## Historique

### Les débuts sousSporthuis Centrum
Piet Derksen, propriétaire de la chaîne de magasins de sport Sporthuis Centrum, crée en 1968 un parc de vacances dans une propriété boisée à De Lommerbergen, dans la province du Limbourg néerlandais. Conformément à la vision de ce chef d’entreprise néerlandais, ce parc est composé de 60 bungalows en aluminium répartis autour d’une piscine en pleine nature. Ces maisons sont redessinées par l'architecte Jacob Bakema, qui crée le concept des cottages offrant un luxe remarquable pour l’époque (terrasses privées, cheminée, téléviseur couleur...). Une dizaine de domaines sont ouverts en dix ans aux Pays-Bas,.
En 1980, le village de De Eemhof ouvre ses portes. Situé à une demi-heure d’Amsterdam, il est le premier à disposer d'un Aqua Mundo, un parc aquatique équipé d'une piscine à vagues, de chutes d'eau, et de toboggans aquatiques, qui sera progressivement installé dans les autres villages.
En 1981, Sporthuis Centrum franchit pour la première fois la frontière néerlandaise. Le village d’Erperheide est inauguré en Belgique. En 1985, la société de loisirs est introduite en bourse à Amsterdam. Le processus d’internationalisation est lancé. Les autorités britanniques autorisent la mise en chantier du domaine de la forêt de Sherwood dans le Nottinghamshire, qui ouvrira en 1987.

### Sporthuis CentrumdevientCenter Parcs

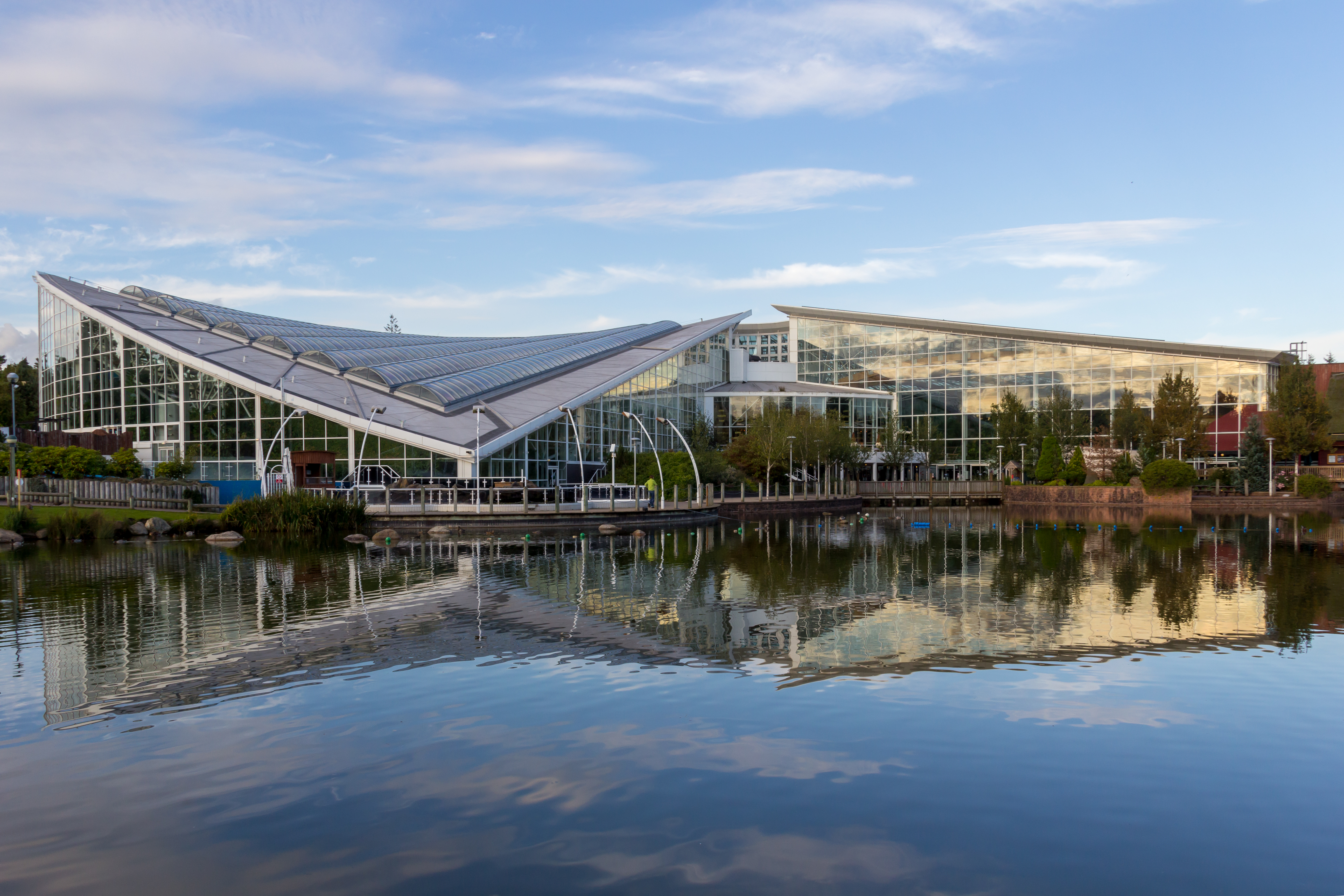
Le domaine aquatique du Centers Parcs Whinfell Forest, ouvert en 1997.

En 1986, en vue du développement de ce concept de village de vacances à l'étranger, la société Sporthuis Centrum est rebaptisée Center Parcs. Le domaine néerlandais de Het Heijderbos est inauguré cette même année. C'est le complexe de loisirs le plus complet en Europe.[réf. nécessaire]
En 1988, année de son vingtième anniversaire, Center Parcs se lance à la conquête du marché français avec l'ouverture du domaine des Bois-Francs en Normandie.
En 1989, après l’inauguration d’un second village en Angleterre, Piet Derksen décide de se retirer des affaires. Le brasseur écossais Scottish & Newcastle reprend alors Center Parcs International pour l'équivalent de 150 M€.
En 1995, le premier domaine en Allemagne s’ouvre près de Hambourg.
En février 2000, Scottish & Newcastle désirant recentrer ses activités sur son métier de base, la brasserie, met en vente Center Parcs International.

### L'ère Pierre & Vacances
C’est le groupe français, leader européen des résidences de tourisme, Pierre & Vacances, allié à la filiale britannique de la Deutsche Bank, DB Capital Partners, qui achète la société en mars 2001 pour un montant de 672,5 M€. Le groupe est divisé en deux sociétés : Center Parcs UK qui comprend les trois villages britanniques contrôlés à 100 % par DB Capital Partners — rachetée en 2002 par la société britannique d’investissement MidOcean Partners à la suite d'une opération de management buy-out — et Center Parcs Europe détenue à 50 % par Pierre & Vacances et DB Capital Partners.
En automne 2003, Pierre & Vacances devient propriétaire à 100 % de Center Parcs Europe en acquérant pour 270 M€, les 50 % restants. Puis à l'été 2006, Blackstone rachète les murs de sept Center Parcs aux Pays-Bas, en Allemagne et en Belgique, permettant à Pierre & Vacances de poursuivre son développement.
Le 19 avril 2007, le groupe Pierre & Vacances acquiert le groupe belge Sunparks.
Le 4 décembre 2014, Pierre & Vacances annonce un partenariat avec le groupe chinois Beijing Capital Land (BCL) spécialisé dans l’immobilier pour développer en Chine et en France des sites touristiques inspirés du concept Center Parcs. En Chine, deux sites ont été retenus, l’un à côté de Pékin et l’autre dans la banlieue de Shanghai, et BCL devrait envoyer des touristes chinois dans les Center Parcs en France et en Europe.
En juin 2015, la compagnie américaine Brookfield Property Partners (en) rachète à Blackstone les cinq domaines Center Parcs situés en Angleterre.
Le 30 janvier 2020, le groupe qui affiche des pertes depuis 8 ans annonce un plan de licenciement et une nouvelle stratégie comprenant une montée en gamme des Center Parcs, ainsi qu'un recentrement de leur développement sur l'Europe du Nord.

## Domaines en activité

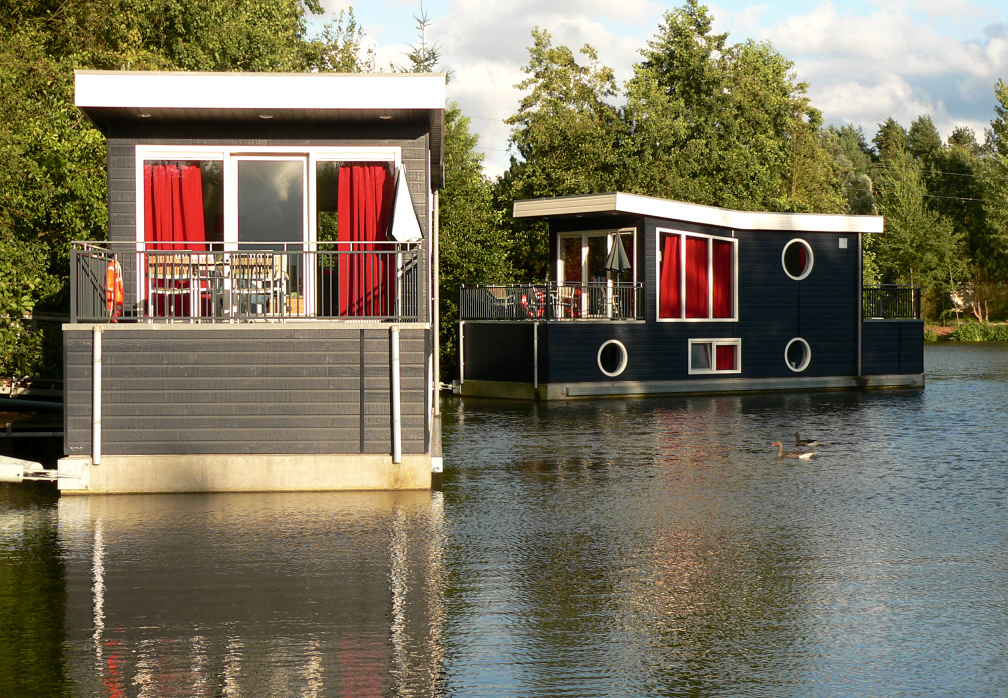
Center Parcs Bispinger Heide, en Allemagne.

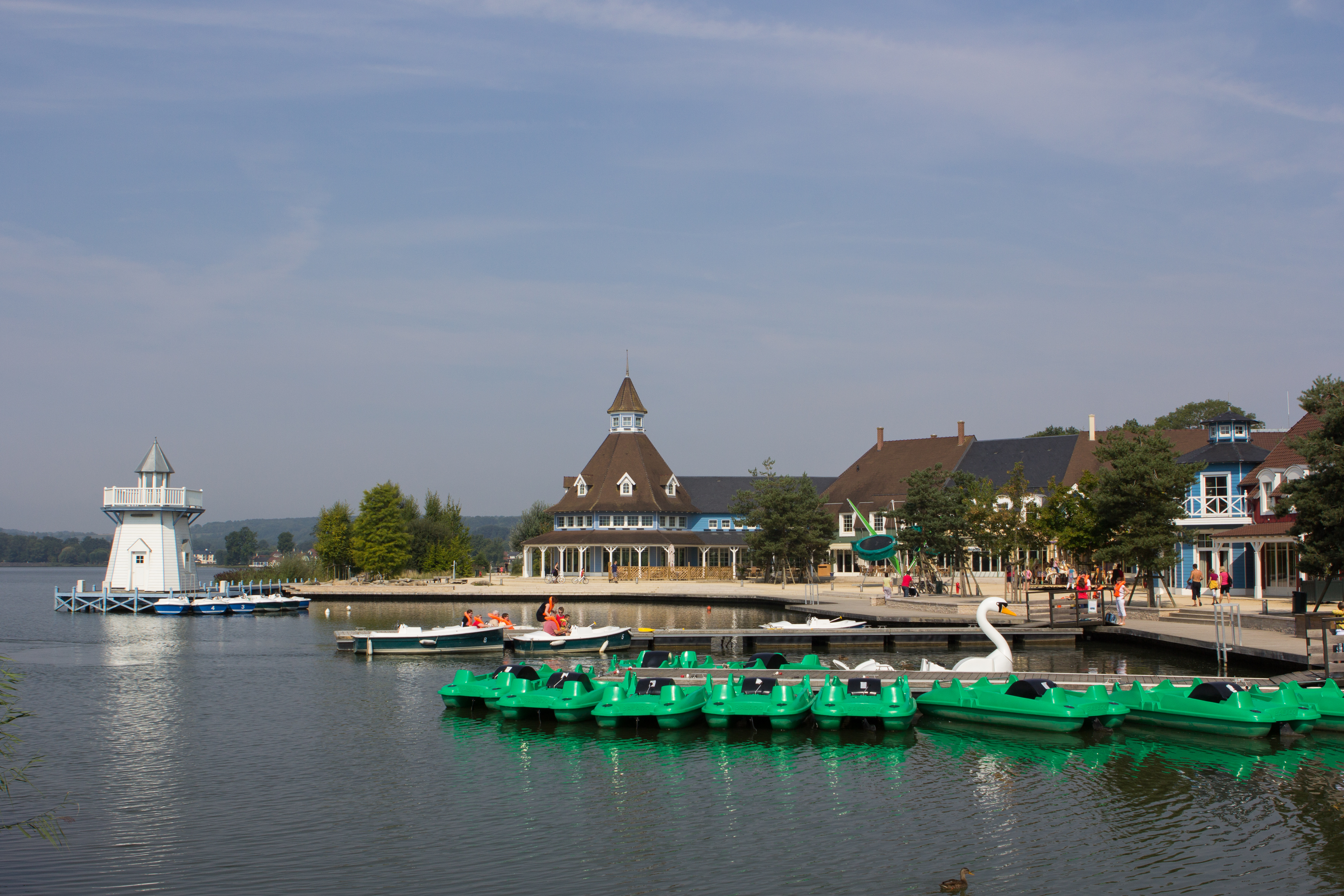
Le domaine du lac de l'Ailette, en France.

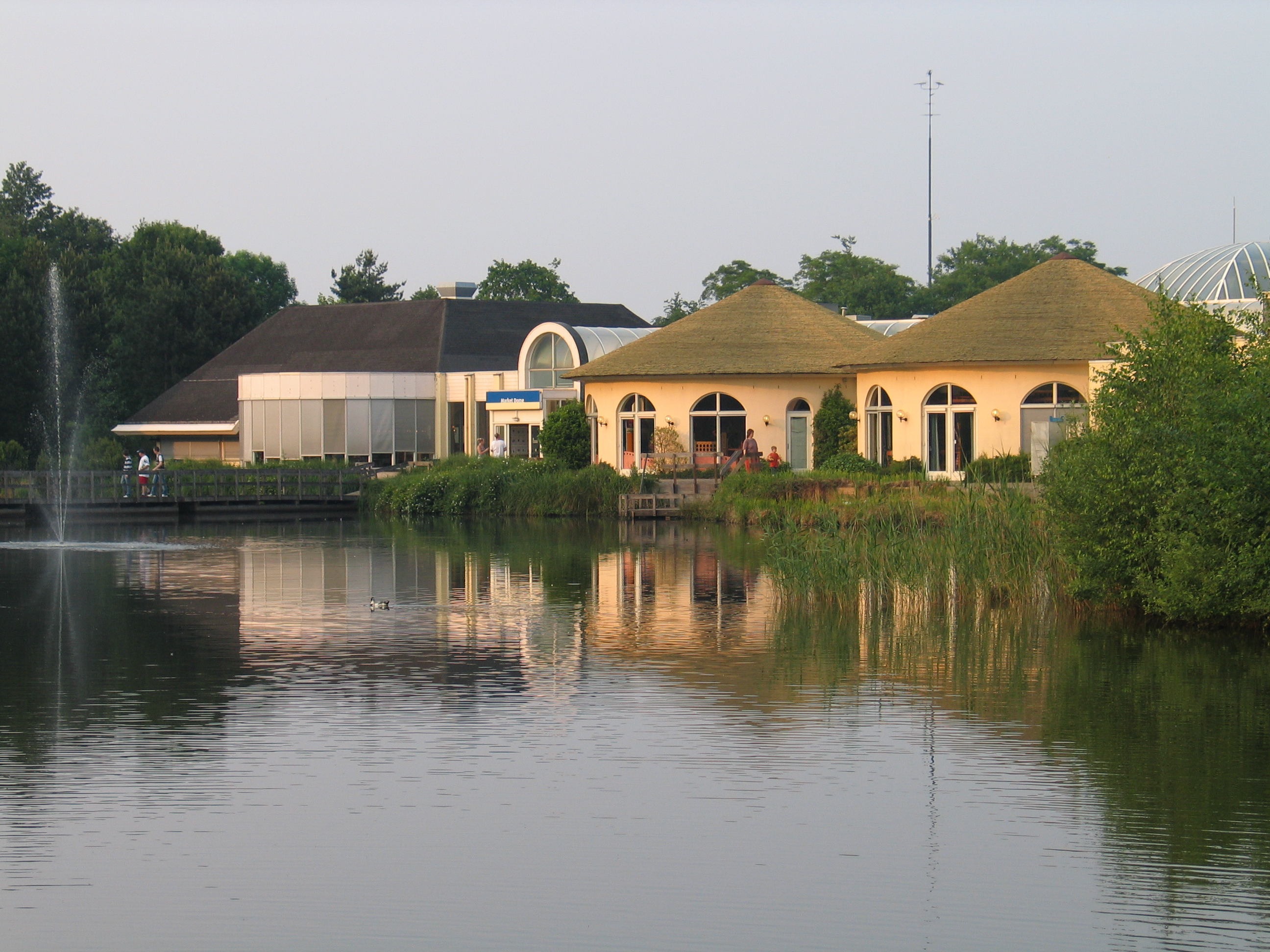
Center Parcs Limburgse Peel, aux Pays-Bas.

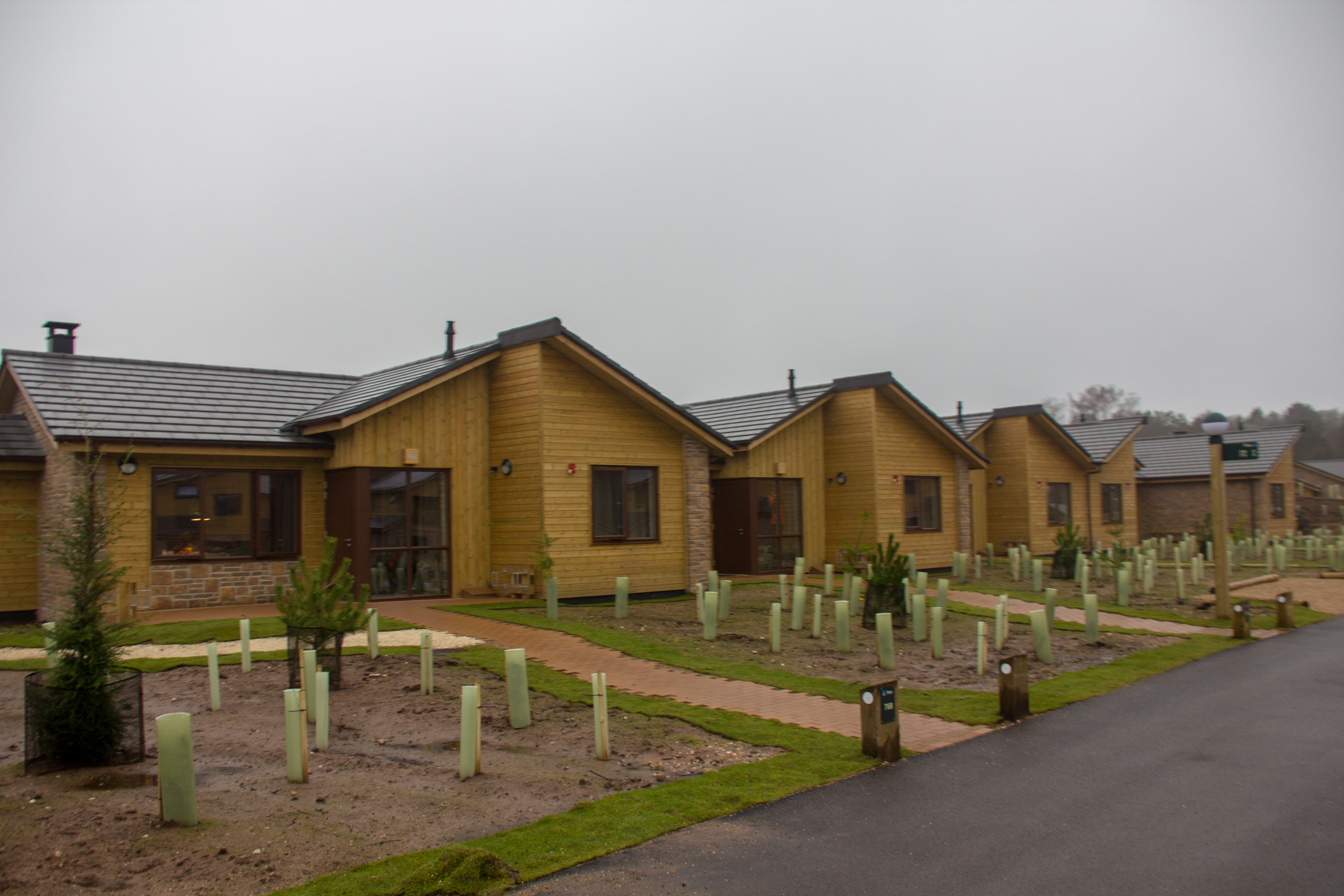
Center Parcs Sherwood Forest, En Angleterre.

Center Parcs Europe gère 26 domaines :
- six en Allemagne :
  - Bispinger Heide, à Bispingen ;
  - Park Hochsauerland, à Medebach ;
  - Park Eifel, à Gunderath ;
  - Park Nordseeküste, à Butjadingen ;
  - Park Bostalsee, à Nohfelden ;
  - Park Allgäu, dans un domaine de 180 ha situé en Allgäu sur les communes de Leutkirch dans le Bade-Wurtemberg et d’Altusried en Bavière, ouvert en octobre 2018.

- cinq en Belgique : 
  - Park Erperheide (1981) à Peer ;
  - Park De Vossemeren (1987) à Lommel ;
  - Les Ardennes (2017) à Vielsalm (montée en gamme d'un ancien Sunparks), avec 350 cottages[20],[21] ;
  - De Haan (2020) à Le Coq[22].
  - Terhills Resort, 100 ha sur un ancien terrain minier situé sur les communes de Maasmechelen et de Dilsen-Stokkem près de Maastricht dans le Limbourg. Ouvert en 2021 avec 250 cottages, 450 autres sont prévus à terme. L'ensemble a été développé par Maas Valley Development Company, une filiale à 100 % de la société d’investissement LRM[23],[24],[25].

- six en France[A 1] :
  - Les Bois-Francs, près de Verneuil-sur-Avre (Eure)[26], 310 ha, ouvert en 1988. Le plus ancien des Center Parcs français projette de construire 300 nouveaux cottages et 22 maisons dans les arbres sur 30 ha et d'agrandir l'Aqua Mundo qui passera de 5 500 à 8 200 m2. L'ouverture est prévue au printemps 2022[27].
  - Les Hauts de Bruyères 109 ha, près de Chaumont-sur-Tharonne (Loir-et-Cher) en Sologne[28], ouvert en 1993.
  - Le Lac de l'Ailette, près de Chamouille (Aisne)[29], 861 cottages sur 84 ha, ouvert en 2007 après deux ans de construction sur la rive Nord du lac de l'Ailette. La création de ce domaine a permis la création de 650 emplois directs[30].
  - Les Trois Forêts, près de Hattigny (Moselle)[4], initialement 953 cottages sur 435 ha (dont 58 ha de forêt, 3 ha de lacs et 2 km de rivière), considéré lors de son ouverture en 2010 comme le plus grand village d’Europe. Un hameau de 141 cottages additionnels, haut de gamme, et un lieu d’accueil et de réception de 1 200 m2 sont inaugurés le 20 octobre 2017 et un spa de 1 600 m2 est prévu pour 2018[4],[31],[32].
  - Le Bois aux daims, sur le territoire des communes des Trois-Moutiers et de Morton dans la Vienne, ouvert le 29 juin 2015, comprend 800 cottages en bois sur une surface de 250 ha[33]. Ce village, dont le coût est estimé à 300 M€, devrait créer environ 600 emplois directs[34],[35],[36].
  - Les Landes de Gascogne, situé sur les territoires des communes de Pindères et Beauziac en Lot-et-Garonne, comprend 401 hébergements sur 89 ha. Il a été inauguré le 19 mai 2022[37]. La construction des cottages a débuté en novembre 2019[38]. Selon les prévisions, le projet devait coûter 188 M€, dont 73 M€ pour les équipements de loisirs et de services, financés à hauteur de 10 M€ par le département de Lot-et-Garonne et de 10 M€ également par la région Nouvelle-Aquitaine dans le cadre d'une SEM. Le conseil départemental devait également financer la voirie et les réseaux à hauteur de 3 M€ maximum. 300 emplois directs devaient être créés, dont environ 85 % en CDI, 15 % en CDD et 60 % à temps plein[39],[40],[41],[42],[43].

- neuf aux Pays-Bas : 
  - De Kempervennen, à Westerhoven, dans la commune de Bergeijk ;
  - Het Heijderbos, à Heijen, dans la commune de Gennep ;
  - Het Meerdal, à America, dans la commune de Horst aan de Maas ;
  - De Eemhof (1980), à Zeewolde ;
  - De Huttenheugte, à Dalen, dans la commune de Coevorden ;
  - Port Zélande, à Ouddorp ;
  - Limburgse Peel,  à America, dans la commune de Horst aan de Maas ;
  - Park Zandvoort, à Zandvoort ;
  - Parc Sandur, à Emmen.

Center Parcs UK (en) gère cinq domaines en Angleterre et un en Irlande :
- Sherwood Forest (1987), à Newark-on-Trent ;
- Elveden Forest (1989), à Brandon ;
- Longleat Forest (1994), à Warminster ;
- Whinfell Forest (1997), à Penrith ;
- Woburn Forest (2014), à Woburn ;
- Longford Forest (2019), dans le comté de Longford en Irlande (470 cottages et 30 appartements)[44],[45].

## Domaines en construction ou en projet
Center Parcs Europe déclare en mai 2017 que l'ambition de la société est d’ouvrir un nouveau centre par an, contre un tous les deux ans en moyenne jusqu'alors, et qu'elle a prévu d'investir un milliard d’euros sur la période 2016-2020 : 800 M€ dans la création de nouveaux sites et 200 M€ dans la rénovation et l’agrandissement de sites existants. En avril 2019, la société indique qu'elle souhaite accélérer son développement en Allemagne où elle a identifié cinq terrains dans l'est du pays, et qu'elle souhaite identifier trois projets en Europe du Nord et de l'Est : Scandinavie, avec un projet au Danemark en bord de mer, Suisse, Pologne.
Le 30 janvier 2020, Pierre & Vacances annonce qu'il va recentrer le développement des Center Parcs sur l'Europe du Nord. Quatre domaines devraient ouvrir en Allemagne d’ici 2025 et le groupe s'est fixé un objectif de deux sites supplémentaires par an (Belgique, Pays-Bas…). Il ne lancera par contre plus de nouveaux projets en France, car « c’est devenu trop compliqué ».

### Domaines en construction

#### Danemark
Un domaine de 440 cottages est en projet à Nordborg, sur l’île d’Als, dans le sud du Danemark. Il a ouvert ses portes début 2025. 

### Projets faisant l'objet de contestations

#### Projet de Poligny (Jura)
Dans le Jura, près de Poligny, 400 cottages et un espace aquatique tropical sur une surface de 150 ha. En avril 2019, à la suite du recours de l'association « Le Pic Noir », le projet Center Parcs de Poligny (Jura) est retoqué par le Tribunal Administratif de Besançon qui annule une partie du Plan d'urbanisme ayant rendu les terrains constructibles, mettant en avant : « la source d’une pression humaine et sonore, dont l’impact nécessaire sur la circulation de la faune et sur la protection des espèces répertoriées sur le site et sur leurs habitants, s’étendra largement au-delà de la seule surface ».

#### Projet du Rousset (Saône-et-Loire)
En Saône-et-Loire, sur le site de la forêt du Rousset dans la commune du Rousset, 400 cottages sur 86 ha,.
À la suite des débats publics qui se sont tenus du 20 avril au 4 septembre 2015 sur ces deux projets, le groupe Pierre & Vacances-Center Parcs a annoncé le 3 février 2016 son intention de procéder à des études complémentaires avant de se prononcer sur leur poursuite,. De son côté, le conseil régional de Bourgogne-Franche-Comté a confirmé le même jour son soutien financier aux deux projets « à condition de respecter toutes les questions environnementales, notamment la protection de la ressource en eau, des équilibres écologiques et de toutes les questions posées pendant le débat public »,.

### Projets abandonnés
Un projet de Center Parcs sur les bords du lac de Chamboux dans le Morvan a été abandonné en 2003 à la suite de l'annulation par le tribunal administratif de l'arrêté préfectoral autorisant la construction de l’équipement.

#### Domaine de la forêt de Chambaran
Le domaine de la forêt de Chambaran, situé sur le plateau de Chambaran, dans la commune de Roybon (Isère), devait comprendre 1 000 cottages sur une surface de 203 ha. Ce village, dont le coût était estimé à 387 M€, devait créer environ 700 emplois directs.
L'ouverture était initialement prévue en 2017,. Les travaux de défrichement, commencés en octobre 2014, ont été arrêtés le 1er décembre à la suite de l'occupation du terrain par des opposants qui ont constitué une ZAD. Dans une décision rendue le 16 juillet 2015, le tribunal administratif de Grenoble annule l’arrêté du 3 octobre 2014 du préfet de l’Isère accordant une autorisation de destruction de zones humides au titre de la « loi sur l’eau » et interdit ainsi toute reprise des travaux. Le groupe Pierre & Vacances annonce son intention de faire appel « convaincu du bien-fondé économique et environnemental du projet sur lequel il est engagé depuis sept ans. » Le 16 décembre 2016, la cour administrative d'appel de Lyon confirme l’illégalité de deux des trois arrêtés préfectoraux qui permettaient le démarrage des travaux.
Le groupe Pierre et Vacances décide de se pourvoir auprès du Conseil d’État. En mai 2019, la cour administrative d'appel de Lyon ordonne, à la suite de nombreux allers retours devant la justice, qu'une expertise environnementale soit réalisée.
Le groupe abandonne le projet en juillet 2020.

## Controverses et débats
Center Parcs Europe annonce en 2016 mettre en place une politique de développement durable  sous le nom de programme « Naturall » (se soucier de tous - all - et de la nature) et met en avant de nombreux labels pour une démarche plus écologique des parcs. L'entreprise annonce s’engager pour 2020 à réduire de 20 % sa consommation d'énergie et d’eau et à atteindre 50 % de déchets triés et recyclés. Un premier bilan RSE du domaine du Bois aux Daims a été publié au terme de la première année d'exploitation, détaillant ses engagements en termes d'environnement, d'énergie, d'emploi.
Néanmoins, plusieurs études d'impact environnemental, sur les zones humides par exemple, mettent en avant la dichotomie des objectifs de l'entreprise critiquée pour la consommation en eau des installations et l'objectif de spéculation immobilière de principe de son modèle économique.
La plupart des projets suscitent ou ont suscité une opposition de la part d'associations de protection de la nature et de l’environnement, de partis politiques ou de syndicats agricoles : 
- En Isère, les opposants dénoncent la destruction de 92 ha de forêt, une mise en péril de la faune et de la flore, les irrégularités au regard de la loi sur l’eau de 2006 et les subventions versées par les collectivités[71],[72]. Ils ont été confortés par un avis défavorable unanime rendu par les trois commissaires enquêteurs publics missionnés par le tribunal administratif. Les partisans du projet d'implantation prennent la défense de l'emploi et de l'économie locale : 490 emplois sont annoncés[73].
- Dans le Jura, le projet est compromis par un jugement d'avril 2019 du tribunal administratif de Besançon, qui annule une partie du plan local d'urbanisme (PLU) de Poligny à la suite d'un recours de l’association « Le Pic Noir ». Le tribunal a estimé que le projet conduirait à la disparition d'un corridor écologique et porterait une atteinte illégale à un vaste secteur naturel protégé[74],[75].
- En Saône-et-Loire, des opposants créent en mai 2014 le collectif le Geai du Rousset, regroupant des associations, des partis politiques, des syndicats et des citoyens du Rousset[76]. Il conteste l'absence de véritable débat public, l'utilisation de biens et d'argent public pour un intérêt privé et un modèle de développement touristique non durable[77]. Le 25 juin 2018, le tribunal administratif de Dijon rejette un recours de deux associations contre le Plan local d'urbanisme (PLU) adopté en 2015 par la commune du Rousset. Elles lui reprochaient notamment ses insuffisances en matière de protection environnementale[78]. Le Comité départemental de protection de la nature (CDPN) a fait appel le 20 septembre 2018[79].

- En Lot-et-Garonne, le Conseil économique, social et environnemental régional (Ceser) a émis un avis « plus que réservé » sur le protocole d'accord signé entre le groupe Pierre & Vacances, le conseil régional et le conseil général, pointant des imprécisions (sur l'impact en termes d'emplois générés) voire des incohérences en termes de stratégies touristiques ou d'utilisation des fonds publics[80]. Dans son rapport d'observation de février 2017, la Chambre régionale des comptes de la région Nouvelle-Aquitaine estime que le département de Lot-et-Garonne n'a pas effectué une analyse juridique, économique et financière suffisante et que « l'économie générale du projet fait peser le risque financier uniquement sur les personnes publiques parties au projet »[81],[82].

À la demande de Pierre & Vacances, des débats publics ont été organisés du 20 avril 2015 au 4 septembre 2015 par la Commission nationale du débat public (CNDP) avec une commission particulière du débat public commune aux projets de Saône-et-Loire et du Jura, dont les membres ont été désignés le 7 janvier 2015.
Des collectifs et associations d'opposants aux projets de Center Parcs de Roybon, du Rousset et de Poligny créent le 2 avril 2016 une coordination Center Parcs, Ni ici - Ni ailleurs.

## Modèle économique
En France, les domaines Center Parcs comprennent, d'une part, un programme immobilier de résidences de tourisme et, d'autre part, un ensemble d’équipements collectifs, aux modes de financement et d’exploitation différents. Les équipements collectifs sont conçus pour valoriser le programme immobilier, qui sans eux ne serait pas attractif. 

### Programmes immobiliers
Les cottages sont réalisés et commercialisés par Pierre & Vacances pour des investisseurs, qui peuvent bénéficier des dispositifs de déduction fiscale Censi-Bouvard, loueur de meublé non professionnel (LMNP) ou loueur de meublé professionnel (LMP). En devenant propriétaires, ils signent un bail commercial de 9 ou 10 ans avec le groupe Pierre & Vacances Center Parcs qui devient leur locataire unique, avec un loyer net de charges garanti, que le bien soit occupé ou non. Au terme du bail, un nouveau bail peut être contracté, mais 15 % des investisseurs préfèrent partir plutôt que de subir de fortes baisses de loyers et d’avoir à supporter les travaux de rénovation importants,. Les hébergements touristiques peuvent également être financés par des véhicules de financement à moyen/long terme de type OPCI.
Au Center Parcs de la Vienne, 80 % des cottages ont été vendus à des investisseurs institutionnels (compagnies et mutuelles d’assurances, caisses de retraite).

### Équipements collectifs
Les Center Parcs de Bostalsee (de) et du Bois aux daims, ainsi que les projets de Saône-et-Loire, du Jura et de Lot-et-Garonne reposent sur le montage financier suivant :
Les équipements de loisirs et de services sont réalisés par le groupe Pierre & Vacances Center Parcs qui les vend en l’état futur d’achèvement à une Société d'économie mixte (SEM) constituée à cet effet et dont le conseil général et le conseil régional sont les actionnaires majoritaires.
Le prix de vente inclut les terrains, les voiries et réseaux divers (VRD) internes au site, les aménagements extérieurs, espaces verts, les études de conception et le coût de la maîtrise d’œuvre et de la maîtrise d’ouvrage, les frais financiers, la construction et l’aménagement intérieur.
Le groupe Pierre & Vacances devient alors locataire de ces équipements en contractant un bail de 12 ans renouvelable qui met à sa charge l’entretien, le renouvellement, et les grosses réparations.
Ce contrat est assorti d’engagements du groupe Pierre & Vacances en termes d’emploi, de développement durable et de tourisme local. De leur côté, les collectivités locales s’engagent à créer la SEM, à lui apporter des fonds publics et à rechercher des financements complémentaires. Elles s’engagent également à réaliser, à leur charge, la desserte routière du site et son raccordement aux réseaux extérieurs (assainissement, gaz, électricité, eau, télécommunications).
Finalement, le groupe Pierre & Vacances Center Parcs assure l’entretien, l’exploitation et la gestion du site, sans en être propriétaire. Il se rémunère sur les plus-values immobilières et l’exploitation touristique.
Le projet de l'Isère fait également appel au financement public mais ne prévoit pas la constitution d'une SEM.
En échange de leurs investissements, les collectivités locales bénéficient de rentrées fiscales nouvelles et de retombées économiques (emploi, sous-traitance et achats) liées au chantier et à l’exploitation,,.

## Données financières

### Société Center Parcs Europe
| Exercice  | CA     | dont CA de location |
| --------- | ------ | ------------------- |
| 2016/2017 | 665 M€ | 432 M€              |
| 2015/2016 | 644 M€ | 419 M€              |
| 2014/2015 | 586 M€ | 378 M€              |
| 2013/2014 | 551 M€ | 357 M€              |

Au 30 septembre 2015, la société Center Parcs Europe a réalisé un chiffre d’affaires de 586,2 millions d’euros, dont 378,3 millions d’euros de chiffre d’affaires de location, en progression de 3,0 % hors incidence de l’ouverture du nouveau domaine du Bois aux Daims. Cette croissance d’activité résulte des domaines hors France (+ 4,3 %) et d’une légère progression des domaines français
Au 30 septembre 2016, le chiffre d’affaires est en progression de 4,7 % (hors domaine du Bois aux Daims). Cette croissance d’activité résulte des domaines situés aux Pays-Bas, en Allemagne et en Belgique (+ 6,8 %) et d’une légère progression des domaines français (+ 0,5 %).